# Estación Las Cejas
Las Cejas es una estación de ferrocarril del Ferrocarril General Belgrano de la red ferroviaria argentina, en el ramal que une las estaciones Santa Fe y La Quiaca en Argentina.
Se encuentra en la localidad de Las Cejas, Provincia de Tucumán.

## Servicios
No presta servicios de pasajeros, solo de cargas. Sus vías e instalaciones están a cargo de la empresa estatal Trenes Argentinos Cargas.